# Боровой Ныдыбец
Боровой Ныдыбец (устар. Бол. Надыбач) — река в России, течёт по территории Верхнекамского района Кировской области. Устье реки находится в 65 км по правому берегу реки Ныдыб. Длина реки составляет 21 км.

## Данные водного реестра
По данным государственного водного реестра России относится к Двинско-Печорскому бассейновому округу, водохозяйственный участок реки — Вычегда от истока до города Сыктывкар, речной подбассейн реки — Вычегда. Речной бассейн реки — Северная Двина.
Код объекта в государственном водном реестре — 03020200112103000018631.